# 上司镇
上司镇，是中华人民共和国贵州省黔南布依族苗族自治州独山县下辖的一个乡镇级行政单位。
2013年6月28日，贵州省人民政府批复同意独山县行政区划调整，以原上司镇、打羊乡及原甲里镇的甲里村、峰洞村、角寨村地域为新设置的上司镇行政区域，镇人民政府驻上司村。

## 行政区划
上司镇下辖以下地区：
上司村、屯脚村、谭尧村、筹洞村、袍寨村、盖寨村、打或村、拉旺村、交摆村、仁等村、拉么村、王龙村、峰洞村、甲里村、角寨村、打羊村、龙泉村、学庄村、凤凰村、拉力村和墨寨村。